# Verity Spott

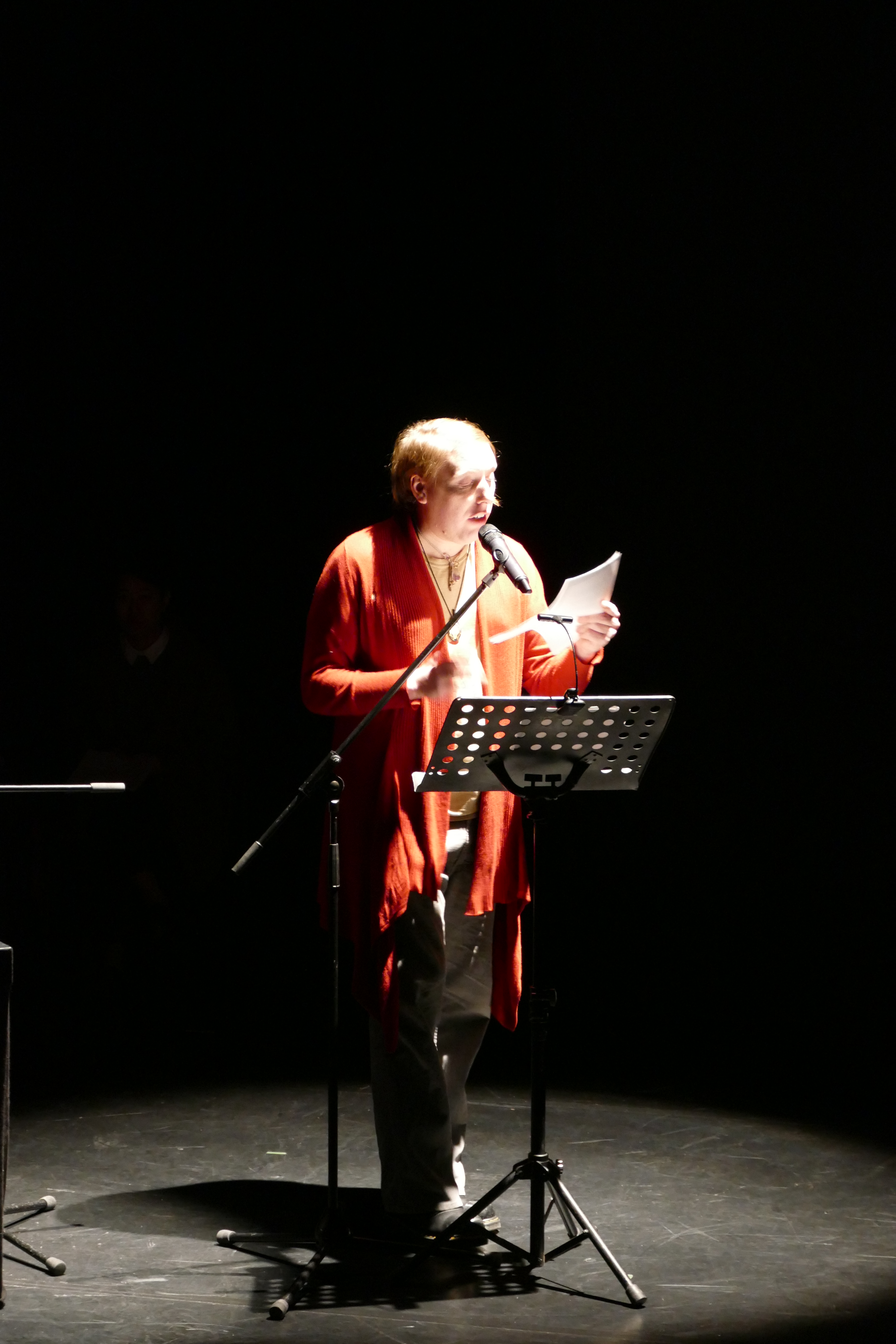
Verity Spott bei einer Lesung in Frankfurt 2019

Verity Spott (* 1987) ist eine britische Schriftstellerin, Performancekünstlerin, Verlegerin und Musikerin.
Verity Spott nimmt die Themen für ihre Texte unter anderem aus der Realität, die sie in ihrer Tätigkeit in sozialen Bereichen wie der Behindertenhilfe und der Obdachlosenhilfe erlebt. Neben ihrer eigenen schriftstellerischen Tätigkeit leitet sie den Independent-Verlag Iodine Press und organisiert Lesungen und Performances. Sie ist Mitglied des Wolf Kid Theaters und spielt für das Jazztrio In Threads Cello. 2018/2019 war Verity Spott Poet in residence an der Universität Surrey.

## Werke (Auswahl)
- 70 Sonnets. Brighton: Hove Space Program, 2021
- Coronelles Set 1. London: Veer Books, 2020
- Hopelessness. London: The 87 Press, 2020. ISBN 978-1-9164774-9-0
- Prayers, Manifestos, Bravery. London: Pilot Press, (second edition), 2020
- Poems of Sappho. Face Press, 2019
- Caterpillars. TL:DR Press, 2019
- Prayers Manifestos Bravery. Pilot Press, London 2018
- The Mutiny Aboard the RV Felicity. Tipped Press 2018
- Poems (mit Timothy Thornton). Face Press 2017
- Click Away Close Door Say. Contraband Books, ISBN 978-1-910319-06-2
- We Will Bury You. Veer Books, Guildford 2017, ISBN 978-1-911567-00-4
- Balconette. Veer Books, Guildford 2014, ISBN 978-1-907088-73-5
- Gideon. Barque Press, London 2014